# Грабово (Житковичский район)
Грабово (бел. Грабава) — деревня в Милевичском сельсовете Житковичского района Гомельской области Белоруссии.
На севере граничит с лесом.

## География

### Расположение
В 78 км на северо-запад от Житковичей, 20 км от железнодорожной станции Микашевичи (на линии Лунинец — Калинковичи), 311 км от Гомеля.

## Гидрография
На реке Случь (приток реки Припять).

## Транспортная сеть
Транспортные связи по просёлочной, затем автомобильной дороге Микашевичи — Слуцк. Планировка состоит из криволинейной меридиональной улицы, которую пересекает слегка выгнутая улица, с запада к центру главной присоединяется прямолинейная короткая улица. Застройка двусторонняя, деревянная, усадебного типа.

## История
Согласно письменным источникам известна с начала  XIX века как деревня в Ленинской волости Мозырского уезда Минской губернии. В 1839 году в составе поместья Ленин, владение князя Л. П. Витгенштейна. В 1850 году поблизости работал лесопильный завод. Согласно переписи 1897 года находились мельница и трактир. В 1914 году солдаты запасной части разгромили винный магазин.
Согласно Рижскому договору 18 марта 1921 года в составе Польши. Во время Великой Отечественной войны в феврале 1943 года немецкие оккупанты полностью сожгли деревню и убили 35 жителей. 37 жителей погибли на фронте. Согласно переписи 1959 года в составе совхоза «Случь» (центр — деревня Милевичи). Действовали 9-летняя школа, библиотека, клуб, фельдшерско-акушерский пункт.

## Население

### Численность
- 2004 год — 113 хозяйств, 218 жителей.

### Динамика
- 1850 год — 14 дворов.
- 1897 год — 194 жителя (согласно переписи).
- 1908 год — 32 двора, 263 жителя.
- 1940 год — 120 дворов 502 жителя.
- 1959 год — 652 жителя (согласно переписи).
- 2004 год — 113 хозяйств, 218 жителей.

## Известные уроженцы
- Ф. А. Лахвич — (род. 12.4.1945 г.) химик. Академик Национальной академии наук Беларуси (2000); член-корреспондент с 1994 года), доктор химических наук (1987), профессор (1991). Директор Института биоорганической химии НАН Беларуси.